# Porrhomma
Porrhomma es un género de arañas araneomorfas de la familia Linyphiidae. Se encuentra en la zona holártica. 

## Lista de especies
Según The World Spider Catalog 12.0:
- Porrhomma boreale (Banks, 1899)
- Porrhomma borgesi Wunderlich, 2008
- Porrhomma cambridgei Merrett, 1994
- Porrhomma campbelli F. O. Pickard-Cambridge, 1894
- Porrhomma cavernicola (Keyserling, 1886)
- Porrhomma convexum (Westring, 1851)
- Porrhomma corsicum Simon, 1910
- Porrhomma egeria Simon, 1884
- Porrhomma errans (Blackwall, 1841)
- Porrhomma gertschi Hackman, 1954
- Porrhomma indecorum Simon, 1910
- Porrhomma kulczynskii Starega, 1974
- Porrhomma macrochelis (Emerton, 1917)
- Porrhomma marphaense Wunderlich, 1983
- Porrhomma microcavense Wunderlich, 1990
- Porrhomma microphthalmum (O. Pickard-Cambridge, 1871)
- Porrhomma microps (Roewer, 1931)
- Porrhomma montanum Jackson, 1913
- Porrhomma myops Simon, 1884
- Porrhomma oblitum (O. Pickard-Cambridge, 1871)
- Porrhomma ocella Chamberlin & Ivie, 1943
- Porrhomma ohkawai Saito, 1977
- Porrhomma omissum Miller, 1971
- Porrhomma pallidum Jackson, 1913
- Porrhomma profundum Dahl, 1939
- Porrhomma pygmaeum (Blackwall, 1834)
- Porrhomma rakanum Yaginuma & Saito, 1981
- Porrhomma rosenhaueri (L. Koch, 1872)
- Porrhomma sodonta (Chamberlin, 1949)
- Porrhomma terrestre (Emerton, 1882)